# Eratòstenes Escolàstic
Eratòstenes Escolàstic (en llatí Eratosthenes Scholasticus, en grec Ἐρατοσθένης ο σχολαστικός) va ser un poeta grec autor de quatre epigrames inclosos a l'Antologia grega. Va viure sota l'emperador romà d'Orient Justinià I (segle vi).